# Lorenzo Penna (Komponist)

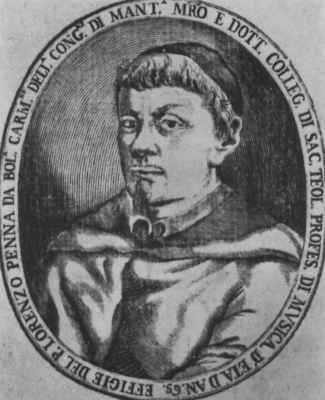
Lorenzo Penna nach einem zeitgenössischen Holzschnitt.

Lorenzo Penna OCarm (* 1613 in Bologna; † 31. Oktober 1693 ebenda) war ein italienischer Komponist und Musiktheoretiker.

## Leben

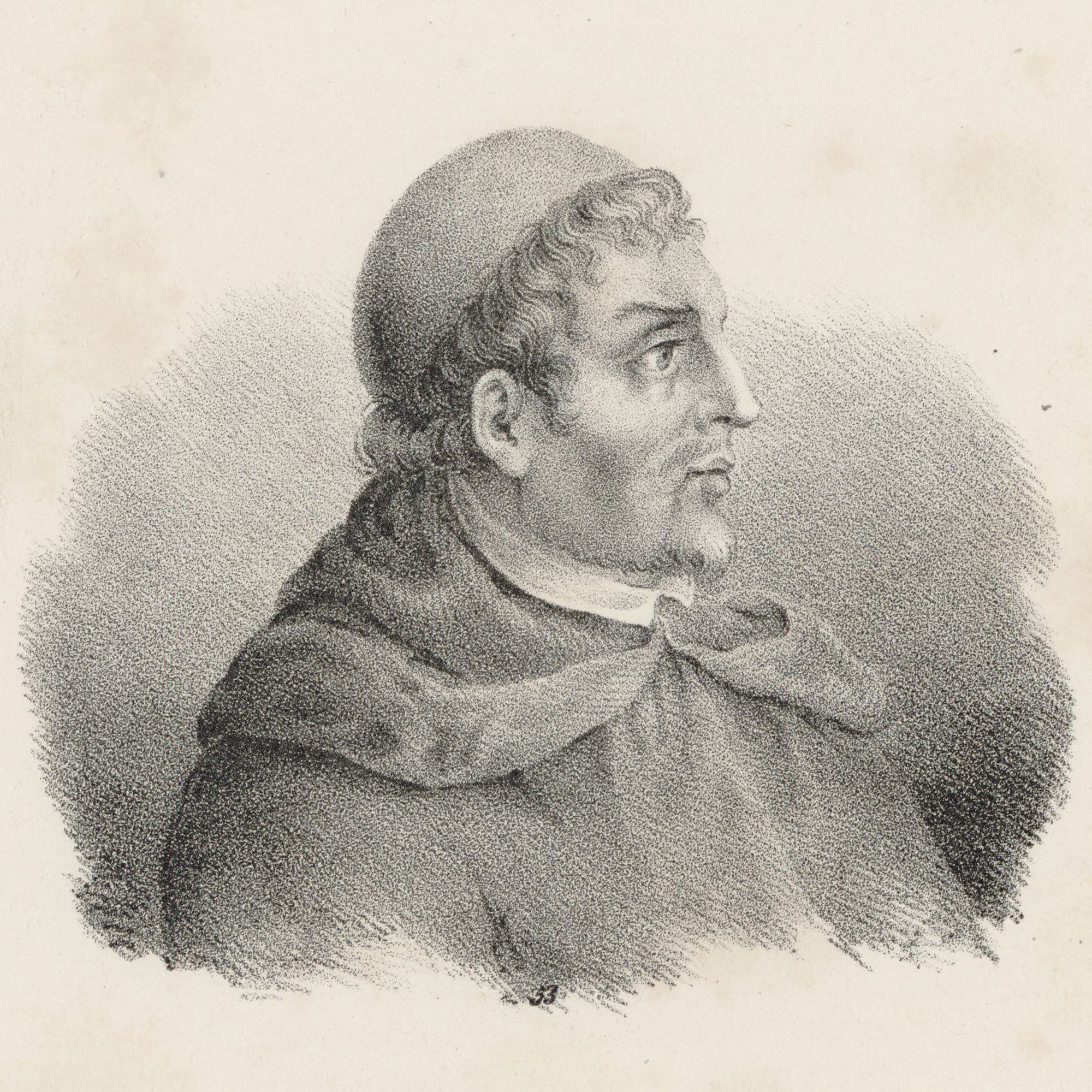
Lorenzo Penna

Über Lorenzo Pennas frühes Leben ist nichts überliefert. Setzt man voraus, dass Lorenzo vermutlich sein Ordensname gewesen sein dürfte, wäre er möglicherweise mit einem Vincenzo Penna zu identifizieren, der laut Taufregister der Kathedrale von Bologna am 23. Januar 1613 geboren wurde. 1630 trat Penna als Novize in das Karmeliterkloster S. Martino in Bologna ein und legte im darauffolgenden Jahr die Profess ab. Von 1639 bis 1642 war er der Novizenmeister des Klosters. 1656 wirkte er als maestro di cappella an S. Ilario in Casale Monferrato. 1665 wurde er an der Universität Ferrara zum Doktor der Theologie promoviert. 1667 bis 1669 war er maestro di cappella an S. Cassiano in Imola. Anschließend gehörte er bis 1672 dem Karmeliterkloster in Mantua an, 1672/1673 war er maestro di cappella an der Ordenskirche von Parma. Danach kehrte er nach Bologna zurück, wo er vermutlich den Rest seines Lebens verbrachte. Er war Mitglied der Accademia dei Filaschisi in Bologna sowie der Accademia dei Risoluti sowie ab 1676 der Accademia Filarmonica.
Der Großteil seines kompositorischen Schaffens umfasst geistliche Chormusik, die über seinen persönlichen Wirkungskreis hinaus kaum Wirkung erlangte. Seine einzigen Instrumentalwerke sind die Correnti Francesi, die er für die Hochzeit von Alessandro Sanvitali, dem Grafen von Fontanellato, komponierte. Dass er die 25 kurzen Correnti auch als Sonate bezeichnete, zeigt, dass er keinen Kontakt zur Bologneser Schule und deren Entwicklung der modernen Violinsonate gehabt haben dürfte.
Einflussreich dagegen waren zu seiner Zeit seine musikalischen Lehrwerke. Seine Albori musicali erschienen 1672 in drei Bänden, die aus einer allgemeinen Musiklehre, einer Lehre der mehrstimmigen Komposition sowie einer Lehre der Generalbass-Begleitung bestehen. Das Werk erlebte bis 1696 wenigstens fünf Auflagen und wurde auch in Antwerpen, Venedig sowie auszugsweise in französischer Übersetzung nachgedruckt. Sein zweites Lehrwerk ist das Direttorio del Canto Fermo, das sich an Sänger und Komponisten von Kirchenmusik richtet, jedoch nicht die Verbreitung der Albori musicali erreichte.

## Werke
Kompositionen
- Messe e salmi concertati, 5vv, 2 vn ad lib, bc, op. 1. Mailand 1656.
- Psalmorum totius anni modulatio, una cum missa, et falsis bordon, 4/5vv, op. 3. Mailand 1669.
- Correnti francesi, 2 vn, violetta, vle, bc (hpd), op. 7. Bologna 1673.
- Il sacro parnaso delli salmi, 4, 8vv, op. 8. Bologna 1677.
- Reggia del sacro parnaso … ordinate in messe piene e brevi, 4, 8vv, op. 9. Bologna 1677.
- Galeria del sacro parnaso ornata con adornamenti di messe piene, e brevi, 4, 8vv, insts, op. 10. Bologna 1678.
- Messa … a capella, 4–5vv. Bologna 1679 (verschollen).

Schriften
- Li primi albori musicali per li principianti della musica figurata. Bologna 1672.
- Direttorio del canto fermo. Modena 1689.